# Greg Brown (musiker)
Greg Brown, född 2 juli 1949 i Fairfield, Iowa, är en amerikansk folksångare, gitarrist och låtskrivare.
Brown startade 1981 skivbolaget Red House Records med syftet att publicera sin egen musik. Efter albumen 44 & 66 och The Iowa Waltz togs det 1983 över av Bob Feldman då Brown ville koncentrera sig på musiken. Bolaget har senare gett ut skivor av ett flertal musiker, främst inom folkgenren.

## Diskografi
- 1974 – Hacklebarney (med Dick Pinney)
- 1980 – 44 & 66
- 1981 – Iowa Waltz
- 1983 – One Night...
- 1985 – In the Dark with You
- 1986 – Songs of Innocence and of Experience
- 1988 – One More Goodnight Kiss
- 1989 – One Big Town
- 1990 – Down in There
- 1992 – Dream Café
- 1993 – Friend of Mine (med Bill Morrissey)
- 1993 – Bathtub Blues
- 1994 – The Poet Game
- 1995 – The Live One
- 1996 – Further In
- 1997 – Slant Six Mind
- 2000 – Covenant
- 2000 – Over and Under
- 2001 – Down in the Valley: Barn Aid Benefit Concert (med Charlie Parr och Jeff White & The Front Porch)
- 2002 – Milk of the Moon
- 2003 – Live at the Black Sheep
- 2003 – If I Had Known: Essential Recordings, 1980-1996
- 2004 – Honey in the Lion's Head
- 2004 – In the Hills of California: Live from the Kate Wolf Music Festival 1997-2003
- 2006 – The Evening Call
- 2007 – Yellow Dog
- 2007 – Live from the Big Top
- 2011 – Freak Flag